# 日本鬚鰃
日本须鳂（学名：Polymixia japonica），又名銀眼鯛，为须鳂科须鳂属的鱼类。分布于琉球海沟北端及台湾东港到日本南部以及琉球海沟北端及台湾东港等。该物种的模式产地在日本因島市。

## 特徵
本魚全身呈銀白色，背部黑灰色。體略延長，側扁如鯛，體被櫛鱗，側線鱗片32~35枚，尾鰭前緣具有棘狀鱗片。口裂水平，頷部有長鬚一對，為本魚最大特徵。上下和及腭骨均有絨毛狀齒。背鰭大型，基底甚長，背鰭有硬棘5枚，軟條33~34枚。臀鰭硬棘3~4枚，軟條15~16枚，尾鰭分叉。體長可達35公分。

## 生態
本於主要棲息於深海沙泥底海域，於海底停留時，往往將頷鬚往下支撐，實為擺樣子而已，無實際作用。屬於肉食性魚類，以甲殼類和小型魚類為食。